# Баш хоћу
„Баш хоћу” је југословенски кратки документарни филм из 1967. године. Режирао га је Бранислав Бастаћ а сценарио је написала Драгана Јовановић.

## Улоге
| Глумац       | Улога |
| ------------ | ----- |
| Љиљана Перош |       |